# Buclovany
Buclovany este o comună slovacă, aflată în districtul Bardejov din regiunea Prešov. Localitatea se află la altitudinea de 238 m deasupra n.m., se întinde pe o suprafață de 4,1 km2 și în 2016 număra 212 locuitori.

## Istoric
Localitatea Buclovany este atestată documentar din 1345.

## Demografie
| An:                | 1994 | 2004   | 2014   | 2024   |
| ------------------ | ---- | ------ | ------ | ------ |
| Număr de persoane: | 244  | 228    | 213    | 199    |
| Diferență:         |      | −6,55% | −6,57% | −6,57% |

| An:                | 2023 | 2024   |
| ------------------ | ---- | ------ |
| Număr de persoane: | 203  | 199    |
| Diferență:         |      | −1,97% |